# Aleksandr Krestinin
Aleksandr Sergeevič Krestinin (in russo Александр Сергеевич Крестинин?; Krasnodar, 19 settembre 1978) è un allenatore di calcio ed ex calciatore russo, di ruolo difensore.

## Carriera

### Calciatore
Difensore, iniziò la propria carriera nel 1995, vestendo la maglia del Kolos Krasnodar. Militò in vari club russi.

### Allenatore
Da allenatore iniziò nel 2010 alla guida del Neftči Kočkor-Ata. Il 21 ottobre 2014 fu nominato CT della nazionale kirghisa. È stato il primo allenatore capace di condurla ad un torneo ad internazionale, ottenendo la qualificazione alla fase finale della Coppa d'Asia 2019. Qui la squadra ha superato la fase a gironi come una delle quattro migliori terze classificate, per poi venire faticosamente eliminata agli ottavi di finale dagli Emirati Arabi Uniti padroni di casa. Dal 2 giugno 2017 ricopre anche l'incarico di allenatore del Dordoj Biškek.

## Palmarès

### Giocatore

#### Competizioni nazionali
- Vtoroj divizion: 1

Kuban': 1999 (Girone Sud)

### Allenatore

#### Competizioni nazionali
- Vysshaja Liga: 2

Dordoi Biškek: 2018, 2019
- Coppa del Kirghizistan: 2

Dordoi Biškek: 2017, 2018